# أندي موني
أندي موني هو سياسي كندي، ولد في 24 مارس 1965. حزبياً، نشط في حزب المحافظين التقدمي لجزيرة الأمير إدوارد.